# Tatort: Kindstod
Kindstod ist ein Fernsehfilm aus der Tatort-Krimireihe. Ihr 17. Fall geht dem Kölner Ermittler-Team Max Ballauf und Freddy Schenk unter die Haut. Sie haben nicht nur den Mord an einer Wasserleiche, sondern auch den Tod eines kleinen Mädchens aufzuklären, das über längere Zeit misshandelt wurde. Die Fälle führen zueinander. Der Beitrag wurde vom Westdeutschen Rundfunk und Colonia Media produziert und am 17. Juni 2001 im Ersten Programm der ARD zum ersten Mal gesendet.

## Handlung
Kriminalhauptkommissar Max Ballauf wird wegen starker Schmerzen von seinem Kollegen Kriminalhauptkommissar Freddy Schenk ins Krankenhaus gefahren, wo man eine akute Blinddarmentzündung diagnostiziert. Während Ballauf noch auf seine Operation wartet, wird neben ihm ein kleines Mädchen untersucht, dessen Körper mit blauen Flecken übersät ist und weitere Verletzungen aufweist. Der Kommissar stellt sich der Kleinen vor, das Kind schaut ihn mit großen Augen an und schweigt.
Schenk bekommt es inzwischen mit einer Wasserleiche zu tun, bei der es sich, wie sich etwas später herausstellt, um Manfred Knoche handelt. Der Mann hat eine Schädelverletzung und ist geschlagen worden. Der Platzwart der Wohnwagenkolonie, wo Knoche sich zuletzt aufhielt, zeigt Schenk dessen Wohnwagen. Knoche komme meist mit seiner Freundin Gaby Berg und einem Jungen am Wochenende vorbei, erzählt er.
Der inzwischen operierte Ballauf erkundigt sich nach dem kleinen Mädchen, das am Abend zuvor mit ihm zusammen eingeliefert worden ist. Er hat eine kleine Figur gefunden, die ihr gehört. Als er sie ihr zurückbringt, reagiert das Kind extrem ängstlich. Die Ärztin Dr. Hildebrandt kommt hinzu und will Ballauf quasi den Kontakt mit dem Mädchen verbieten. Als Ballauf das Zimmer verlassen hat, mag das Kind sich von ihr nur ungern anfassen lassen.
Schenk klingelt vergeblich bei Gaby Berg und bekommt von einer Nachbarin bestätigt, dass sie mit einem Herrn Knoche zusammenlebe, davor sei sie jedoch mit einem Wuttke zusammen gewesen. Wuttke sei allerdings gestern Abend zusammen mit einem anderen Mann in Frau Bergs Wohnung gewesen. Als Schenk zurück ins Kommissariat kommt, findet er dort Ballauf vor, der Schwester Gertrud mitgebracht hat, um ein Phantombild des Mannes erstellen zu lassen, der das unbekannte Mädchen anonym im Krankenhaus abgeliefert hat. Als ihr Blick zufällig auf das Bild von Wuttke fällt, über den Schenk Ermittlungen angestellt hat, zeigt sie darauf und ist sich sicher, dass er es war. Zusammen suchen die Kommissare erneut die Wohnung Berg auf und finden dort auch den Raum, in dem ein Kind auf engstem Raum eingesperrt gewesen sein muss. Berg hat eine Tochter namens Nathalie und einen kleinen Sohn mit Namen Björn. Max findet in dem Zimmer weitere Figuren, gleich der, die er dem kleinen Mädchen im Krankenhaus zurückgebracht hat. Er bemerkt, dass im Zimmer des kleinen Björn tonnenweise Spielzeug rumliegt, im Zimmer von Nathalie dagegen außer den kleinen Figuren nichts. Der Raum ist eine Art Abstellkammer ohne Klinke an der Tür und mit zugeklebten Fensterscheiben. Ballauf ist sich sicher, dass es sich bei dem kleinen Mädchen im Krankenhaus um Nathalie handelt.
In Knoches Wohnwagen werden Fingerabdrücke von Axel Wuttke und einem Tarkowsky gefunden. Wuttke habe ein Tatmotiv, meint Schenk, Ballauf kontert, warum er das Kind dann ins Krankenhaus gebracht habe. Schenk begibt sich zur Haftanstalt, aus der Wuttke aus dem Hafturlaub nicht zurückgekommen ist. Auch Tarkowsky saß dort ein, und zwar wegen schwerer Körperverletzung. Der Gefängnisdirektor erzählt Schenk, dass Wuttke so eine Art Leitfigur für Tarkowsky sei. Nach diesem Gespräch begibt sich Schenk zu Renate Berg, Gaby Bergs Mutter. Sie scheint gleichgültig auf seine Fragen zu reagieren und meint, sie könne nicht sagen, wann sie zuletzt Kontakt mit ihrer Tochter gehabt habe. Als Schenk sie nach Nathalie fragt, verfliegt ihre Gleichgültigkeit, sie will wissen, was mit der Kleinen sei. Als sie im Krankenhaus nach ihrer Enkelin sehen will, lässt man sie nicht zu ihr. Sie verteidigt sich angesichts der versteckten Vorwürfe, dass sie mehrfach mit dem Jugendamt gesprochen habe, aber nichts geschehen sei.
Gaby Berg, die von der Polizei gesucht wird, wird von dem Mann ihrer Freundin Andrea aus der Wohnung gewiesen und sucht daraufhin mit Björn Unterschlupf bei ihrer Mutter Renate. Als Björn weint, fährt sie ihn unwirsch an. Renate Berg erklärt ihrer Tochter, dass sie Nathalie, sobald sie aus dem Krankenhaus entlassen werde, zu sich nehmen werde und auch das Sorgerecht haben wolle. „Meinetwegen“, erwidert Gaby gleichgültig. Die Vorwürfe ihrer Mutter, Nathalie nicht vor Knoches Misshandlungen geschützt zu haben, nimmt sie gleichgültig hin. Zur selben Zeit sitzt Ballauf an Nathalies Bett und liest ihr etwas vor. Ganz plötzlich geht es dem Mädchen extrem schlecht, die herbeigerufene Ärztin ordnet eine Notoperation an.
Als Schenk später bei den Bergs klingelt, muss er von Gaby Berg erfahren, dass sie ihre Tochter wegen Manfred in der Wohnung zurückgelassen habe. Sie habe kurz zuvor Axel Wuttke gesehen und Angst gehabt, deshalb sei sie weg. Auf Nathalies Misshandlungen angesprochen, meint sie nur, nachdem er ihre Tochter misshandelt habe, habe es ihm doch immer leidgetan. Nach diesem Gespräch begibt sich Schenk ins Krankenhaus, wo er von Ballauf erfährt, dass Nathalie nach einer Notoperation auf der Intensivstation liegt. Von Schenk lässt Ballauf sich zum Jugendamt mitnehmen. Im Zimmer des Sozialarbeiters fallen dem Kommissar Kinderzeichnungen auf, bei denen allen Personen jeweils ein Arm fehlt. Das sei der schlagende Arm, der sei bei den Kindern so angstbesetzt, dass sie ihn nicht einmal mehr zeichnen wollten, wird er aufgeklärt. Ballaufs Handy klingelt, Nathalie ist tot.
Schenk erhält die Nachricht, dass Tarkowsky so blöd gewesen sei, zusammen mit Wuttke nachts eine Tankstelle zu überfallen, ihn habe man, Wuttke sei flüchtig. Zur selben Zeit schafft es Wuttke, sich Zutritt zu seiner in einem Kühlraum liegenden Tochter zu verschaffen. Dort kniet er neben seinem toten Kind nieder. Als Dr. Hildebrandt mit Max zu Nathalie geht, finden sie Wuttke dort. Er kann dem durch seine OP noch geschwächten Ballauf entkommen. Die Mutter, die Nachbarin, den Typ vom Jugendamt, die kriegen wir alle ran, meint Ballauf, tief erschüttert vom Tod des Kindes. Die Ärztin entschuldigt sich bei dem Kommissar für ihre abweisende Art ihm gegenüber und erzählt von einem anderen Fall, wo sie sich geirrt hatte. Sie habe diesmal nicht vorschnell handeln wollen. Dann übergibt sie Ballauf eine Zeichnung der kleinen Nathalie, weil ihm das Kind doch etwas bedeutet habe, und fügt hinzu, „mir übrigens auch“.
Die Obduktion ergibt, dass Nathalie an einem Milzriss gestorben ist, hervorgerufen durch Schläge oder Tritte in den Bauch. Schenk will von Gaby Berg wissen, warum sie ihre Tochter denn nicht einfach bei ihrer Mutter gelassen habe. Manfred habe gewollt, dass sie Nathalie zu sich nehme. Seitdem sie als Dreijährige ihrem Bruder Björn einmal ein Kissen aufs Gesicht gelegt habe, sei Nathalie dann nur noch ihre Tochter gewesen, das Kind eines Verbrechers. Als Entschuldigung, dass sie ihre Tochter nicht geschützt habe, gibt sie nur an, sie habe Manfred doch geliebt. Ganz plötzlich geht Renate Berg auf ihre Tochter los.
Eine verschwundene Babytasche, deren Existenz Gaby Berg hartnäckig leugnet und die Ballauf und Schenk tatsächlich auf einer Mülldeponie wiederfinden, gibt dem Fall plötzlich eine ganz andere Wendung. In dieser Tasche, versteckt unter Babykleidung, liegt eine blutige Eisenstange. „Sieht aber schwer nach Tatwaffe aus“, meint Schenk. „Gaby Berg lügt“, erwidert Ballauf, nachdem er sich die Zeichnung Nathalies angesehen hat. Dort ist eine Figur zu sehen, der ein Arm fehlt und die lange Haare hat. Nathalie hat ihre Mörderin gezeichnet, die eigene Mutter. Als die Kommissare die Bergs mit den neuen Tatsachen konfrontieren, schreit Gaby Berg ihre Mutter an: „Wenn du nicht gesagt hättest, wir schmeißen ihn in den Rhein, dann würde er vielleicht noch leben.“ In den Fluss gezogen hätten sie ihn beide. Es sei seine eigene Schuld gewesen, meint Gaby Berg, er habe von ihr weg gewollt, sei einfach mit Björn auf den Campingplatz, und sie habe nicht mitgedurft. Den Vorwurf der Kommissare, sie habe ihre Tochter in den Bauch getreten, wischt sie weg, indem sie meint, Nathalie habe sich an ihrem Bein festgeklammert, sie habe sie wahnsinnig gemacht mit ihrem Geschrei: „Mama, Mama.“ Die Frauen werden festgenommen. Auf Nathalies Beerdigung kommt es zu einem Zwischenfall, der alles über Gaby Berg aussagt, erst schluchzt sie hemmungslos und bedauert sich selbst; als sie dann den Kindsvater Wuttke sieht, klammert sie sich an ihn und meint, sie habe doch immer nur ihn geliebt. Wuttke hält ihr ein Messer an die Kehle und will wissen, was sie mit seiner Tochter angestellt habe. Schenk kann ihn dazu bewegen, von ihr abzulassen. Ballauf überreicht dem trauernden Vater eine Blume, damit er sich von seiner kleinen Tochter verabschieden kann.

## Produktion
Gedreht wurde diese Tatort-Folge vom 14. November bis zum 14. Dezember 2000 in Köln, Brühl und Düsseldorf. Produktionsfirma war die Colonia Media, Redaktion: Helga Poche.

## Rezeption

### Einschaltquoten
Die Erstausstrahlung von Tatort: Kindstod am 17. Juni 2001 wurde in Deutschland von 9,21 Millionen Zuschauern gesehen und erreichte einen Marktanteil von 28,50 % für Das Erste.

### Kritik
TV Spielfilm gab für Anspruch und Spannung jeweils zwei von drei Punkten, für Action einen, was „Daumen hoch“ bedeutete und befand: „Erwachsene haben ihr Leben nicht im Griff, die Kinder leiden - Eine Tragödie. Ein Sozialkrimi zum Nachdenken.“
Kino.de kam darauf zurück, dass das Problem der „Tatort“-Beiträge aus Köln anfangs darin gelegen habe, „dass sie mehr sein wollten als bloß ein Krimi. Seit die Autoren darauf verzichten, die Spannung der jeweiligen politisch korrekten Botschaft zu opfern, gehören die Fälle von Ballauf […] und Schenk […] zum Besten, was die ARD an den Sonntagabenden zu bieten [habe].“ Dem Film wurde ein „einfühlsames, klug erzähltes Drehbuch“ bescheinigt, „das auf billige Betroffenheit und andere Effekthaschereien völlig verzichte.“ Kritisiert wird als einzige Schwachstelle, dass die Kommissare die „entsorgte Tasche mit der Mordwaffe fast auf Anhieb“ auf einer riesigen Müllkippe finden.

### Auszeichnungen
- Deutscher Fernsehpreis 2001 an Anna Thalbach (Beste Schauspielerin Nebenrolle), Nominierung für Jörg Lemberg in der Kategorie Beste Musik
- Goldener Gong 2001 an die Produzentin Sonja Goslicki

### Trivia
Als Freddy Schenks Dienstwagen kommt wie ein Jahr zuvor in „Direkt ins Herz“ ein Mercedes-Benz 280 SE 3,5 Coupé (W 111) zum Einsatz, dieses Mal mit dem Kennzeichen K-IN 992.
Die auf der zugehörigen ARD-Webseite genannte Drehbuchautorin „Irene Martin“ ist eigentlich die Produzentin Sonja Goslicki, die neben dieser Folge auch als Produzentin für über 80 andere Folgen von Tatort verantwortlich war.